# 玻里尼西亞
玻里尼西亞是太平洋三大岛群之一（其餘兩個為密克罗尼西亚和美拉尼西亚）。由位於太平洋中南部，大致在180°经线以东和南北纬30°之间；一大群超過1,000個以上的島嶼所組成，陆地总面积約2.5万平方公里（不含紐西蘭），島嶼零星分布，人煙稀疏。
數百年前，善於航海的玻里尼西亞人經過遠洋航行到達這些無人島嶼並在此定居，成為玻里尼西亞各島嶼的最初居民，如新西蘭的毛利人等。

## 地理

### 地质

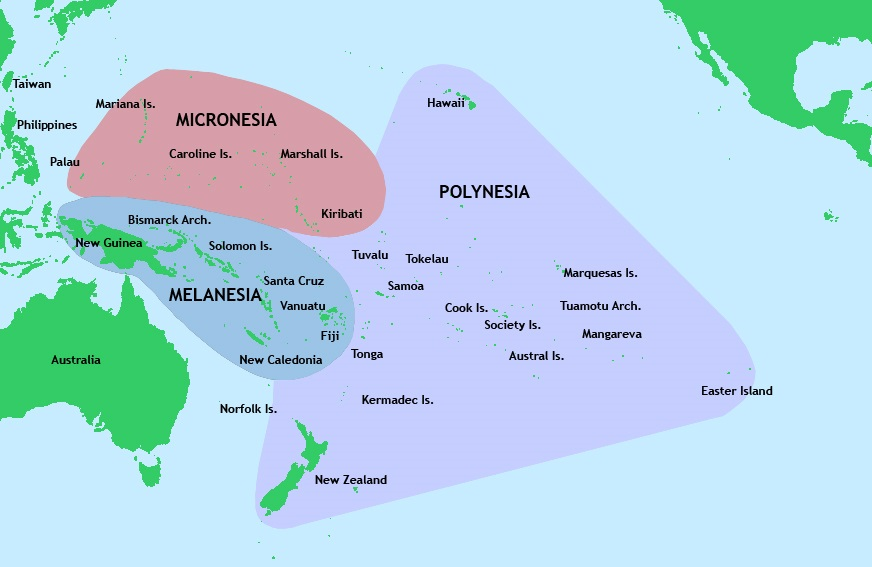
玻里尼西亞地圖。玻里尼西亞的三個端點分別是夏威夷群島、紐西蘭及復活節島。

波利尼西亚的显著特征为分布在中太平洋大部分地区中少量的土地。大多数波利尼西亚群岛和群岛，包括夏威夷群岛和萨摩亚群岛，都由热点建造的火山岛组成。新西兰，诺福克岛和新喀里多尼亚附近的波利尼西亚离岛乌维亚，是西兰大陆未被完全沉没的部分。据信，西兰大陆大部分地区于2300万年前沉没。近来从地质学角度来看，由于太平洋板块相对于印度-澳大利亚板块的运动发生变化，西兰大陆重新浮出水面。这有利于抬升新西兰的地形。起初，太平洋板块位于澳大利亚板块之下。目前的角度来看，穿越南岛的阿尔卑斯断层是一个转形断层；而北岛向北的会聚板块边界称为克马德克-汤加俯冲带。克马德克群岛和汤加群岛起源于与此俯冲带相关的火山活动。
玻里尼西亞有三個端點，分別是夏威夷群島、紐西蘭及復活節島，大致上在經線180°以東；南北相距約7600公里，東西最寬處達9000公里。除了三個端點之外，薩摩亞、東加及法屬玻里尼西亞是波利尼西亚三角中的主要島群。
群岛由火山岛和珊瑚礁组成；南部和北部年平均气温为25℃左右，中部为26℃以上；年降水量赤道附近各岛为500-1000毫米，其他各岛在1000-3000毫米之间；多热带森林和热带草原。在约300,000或310,000平方公里的土地中，超过270,000平方公里属于新西兰；而剩下的一半都属于夏威夷。

### 地理区域
尽管有一些在波利尼西亚三角外的岛屿也有波里尼西亚人居住，但是波利尼西亚一般被定义为在波利尼西亚三角内的岛屿。从地理学的角度看，波利尼西亚三角三个端点分别位于夏威夷、新西兰和复活节岛。 位于波利尼西亚三角内的其他主要岛屿群有萨摩亚、汤加、库克群岛、图瓦卢、托克劳、纽埃、瓦利斯和富图纳群岛及法属波利尼西亚。

### 島群
下列岛屿或岛群，无论是独立国家还是前殖民地国家的海外领土，都是波利尼西亚本地文化或考古证据所证明的波里尼西亚人过去的定居点。波利尼西亚中有一些岛屿位于通常地理上所定义的波利尼西亚三角之外。

#### 核心岛屿
| 島群地區       | 主權國家 | 行政範圍                                             |
| -------------- | -------- | ---------------------------------------------------- |
| 夏威夷州       | 美国     | 美國夏威夷州夏威夷群島                               |
|                |          | 圖瓦盧行政區劃                                       |
| 新西兰         | 新西兰   | 新西蘭行政區劃                                       |
| 托克勞         | 新西兰   | 新西蘭非自治領土                                     |
| 庫克群島       | 新西兰   | 自由聯合國                                           |
| 纽埃           | 新西兰   | 自由聯合國                                           |
|                | 法國     | 法國海外省                                           |
| 萨摩亚         | 萨摩亚   | 薩摩亞行政區劃                                       |
| 美属萨摩亚     | 美国     | 美國海外屬地                                         |
|                |          | 湯加行政區劃                                         |
| 法屬玻里尼西亞 | 法國     | 法屬波利尼西亞行政區劃                               |
| 皮特凯恩群岛   | 英国     | 英國海外領土非自治領土                               |
| 復活節島       | 智利     | 智利屬地                                             |
| 诺福克岛       |          | 澳洲新南威爾士州轄下的島嶼，一般被認為屬於美拉尼西亞 |

#### 离岛
主条目：Polynesian Outliers

#### 美拉尼西亚
- Anuta（英语：Anuta）（位于 所罗门群岛中）
- 貝羅那島（位于 所罗门群岛中）
- 埃马埃岛（位于 中）
- 斐济
- Mele（英语：Mele）（位于 中）
- 努古里亚群岛（位于 中）
- Nukumanu Islands（英语：Nukumanu Islands）（位于 中）
- Ontong Java Atoll（英语：Ontong Java Atoll）（位于 所罗门群岛中）
- Pileni（英语：Pileni）（位于 所罗门群岛中）
- 拉納爾島（位于 所罗门群岛中）
- Sikaiana（英语：Sikaiana）（位于 所罗门群岛中）
- 塔庫烏島（位于 中）
- 蒂蔻皮亞島（位于 所罗门群岛中）
- 美國本土外小島嶼

#### 密克罗尼西亚
- 卡平阿马朗伊环礁（位于 密克羅尼西亞聯邦中）
- 努库奥罗环礁（位于 密克羅尼西亞聯邦中）

#### 亚南极岛屿
- 奥克兰群岛（位于 新西兰中）

## 历史

### 起源和扩张
鉴于语言，考古和人类遗传方面的证据，普遍认为波里尼西亚人是海上移民南岛人的一类。通过追踪波利尼西亚的语言得出波利尼西亚人起初起源于台湾，之后移到马来西亚。

波里尼西亚人在太平洋中的定居点扩张

在大约公元前3000至1000年间，南岛语的使用者开始从台湾向东南亚的岛屿传播。
关于在太平洋地区的人类向波利尼西亚传播的理论有三种。 Kayser等人概述了这三种理论：
- “快车模型”：於公元前3000至1000年間，玻里尼西亞人從台灣出發，經過菲律賓，東印尼，以及新幾內亞西北部的多貝拉伊半島。於約公元前1400年擴散至美拉尼西亞群島，並於約公元前900年到達西部玻里尼西亞地區的島嶼上。此理論被現代大多數的遺傳學、語言學與考古學資料所支持。
- “Entangled Bank 模型”：
- “慢船模型”：與快車模型類似，但主張玻里尼西亞人在美拉尼西亞群島的停頓期間更長，導致遺傳、文化、語言上與當地族群有更深的融合。此理論被Manfred Kayser et al.(2000)論文的Y染色體資料所支持。根據論文，玻里尼西亞人的Y染色體內的所有3個單倍群都源自美拉尼西亞。

### 文化
波利尼西亚人陆续抵达了斐济，汤加、萨摩亚和俾斯麦群岛后，发展出了母系石器时代的社会。 现代波利尼西亚文化仍然显示出美拉尼西亚文化的人类遗传结果：允许男性而非女性土著“结婚”，这是母系社会的有力证据。
Atholl Anderson曾提出，通过对mtDNA（女性所有）和Y染色体（男性所有）的分析所得出的结论表明，波利尼西亚女性的祖先来自台湾，而男性的祖先来自新几内亚。 随后又发现，96％的波利尼西亚mtDNA与三分之一的波利尼西亚Y染色体具有亚洲起源；其余三分之二的mtDNA来自新几内亚和附近岛屿。这与matrilocal居住模式一致。

### 政治史

#### 汤加（16世纪至今）
经过一场血腥的内战之后，汤加的政治权利最终落入了Tuʻi Kanokupolu之手。
在1845年，一位名叫Tāufa'āhau的雄心勃勃的年轻战士、战略家和演说家将汤加联合成一个更加西方化的王国。 他持有主席头衔Tu'i Kanokupolu，但在1831年受到了Jiaoji（“George”）的洗礼。1875年，在传教士Shirley Waldemar Baker的帮助之下，Tāufa'āhau宣布汤加为君主立宪制国家，正式遵循西方王室的风格，解放了“农奴”，体现了法典、土地使用权和新闻自由，并限制了酋长的权力。

#### 斐济
Lau岛曾受汤加控制，而之后又被斐济控制，直到1871年他们最终征服斐济王国的Seru Epenisa Cakobau。在1855年左右，汤加王子Enele Ma'afu宣称Lau岛为他的王国， 并取得了Tui Lau的称号。
在Cakobau统一大陆之前，斐济一直由众多分裂的酋长统治。 拉皮塔文化，波利尼西亚人的祖先，从公元前3500年左右出现在斐济，直至约一千年后被美拉尼西亚人取代。 萨摩亚人和随后的波利尼西亚文化都采用了美拉尼西亚绘画和纹身方法。
在1873年，Cakobau将对外欠债累累的斐济割让给了英国。 斐济于1970年10月10日独立，并于1987年9月28日转为共和国。

#### 庫克群島
库克群岛由15个岛屿组成，其中包括北部和南部群岛。 这些岛屿分布在广阔的海洋中。 这些岛屿中最大的岛屿被称为拉罗汤加岛，这也是该国政治与经济上的首都。
库克群岛以前称为赫维群岛，但这个名称仅指北方群体。 更改为反映整体的正确名字的时间未详。 据认为，库克群岛在两个时期有人定居：大溪地时期——在900年到1300年之间来人定居； 1600年——当时一个来自塔希提岛的大型特遣队定居在Takitumu区的拉罗汤加岛。

## 与美洲的联系
番薯（在毛利语当中叫做kūmara，在克丘亚语中叫做kumar）是美洲原产的一种植物，并在欧洲人第一次到达太平洋的时候在波利尼西亚广泛传播。库克群岛上植物的遗骸已被放射性碳日期测量法确认超过1000年。近来的想法则认为在公元700年时，番薯有可能被曾往返过南美的波利尼西亚人从美洲带到波利尼西亚中部并被广泛传播。
托尔·海尔达尔曾在20世纪中叶提出，波利尼西亚人是以用于捕鲸的大型独木舟从加拿大西北海岸，以及以轻木船从南美洲迁移来的。许多人类学家批评了海尔达尔的理论。例如，韦德·戴维斯在他的书《The Wayfinder》中提到，海尔达尔"忽视了今日通过遗传和考古数据所得到的语言、民族志和民族植物学方面压倒性的证据，这些证据表明他显然是错误的"。

## 语言
波利尼西亚的语言归属于大洋洲语支（Oceanic），是南岛语系（Austronesian languages）中的一支。波利尼西亚的语言之间有很强的相似性。元音都包括a、e、i、o、u，其音值类似意大利语、西班牙语和德语的对应读音。辅音后通常都伴随有元音，开音节为主。
各岛群的各语言更是展示了辅音的音变：
在中部和东部波利尼西亚经常使用的r和v，在西部则是l和v与之匹配。
波利尼西亚的语言中的声门塞音（IPA：[ʔ]）逐渐以单引号（'）或“`okina”（`）来表示。
在社会群岛，原始波利尼西亚语（Proto-Polynesian）的*k和*ng合并为声门塞音，因此他们把其故土的名字称为“Havai'i”（衍生自原始核心波利尼西亚语（Proto-Nuclear Polynesian）“*Sawaiki”）。
在新西兰，原本的*w没有被v取代，于是他们的故土则被叫做“Hawaiki”。
在库克群岛，故土被称为“'Avaiki”，因为声门塞音则取代了*s（其中很可能经历了*h的中间过程）。
在夏威夷群岛，最大的岛群名为“Hawai'i”，声门塞音则取代了k。
在萨摩亚，s取代了h，w取代了v，声门塞音取代了k，同时其最大的岛屿也叫做“Savai'i”。